# Монтепертузо (Салерно)
Монтепертузо је насеље у Италији у округу Салерно, региону Кампанија.
Према процени из 2011. у насељу је живело 702 становника. Насеље се налази на надморској висини од 337 м.